# Villiers-sous-Mortagne
Villiers-sous-Mortagne é uma comuna francesa na região administrativa da Normandia, no departamento Orne. Estende-se por uma área de 12,88 km². Em 2010 a comuna tinha 287 habitantes (densidade: 22,3 hab./km²).